# Franciszek Jan Czosnowski
Franciszek Jan Czosnowski herbu Kolumna – skarbnik podlaski w latach 1693-1697, uczestnik popisu pospolitego ruszenia ziemi stężyckiej w 1696 roku, rotmistrz wojska powiatowego województwa sandomierskiego w 1702 roku.